# Angelo Tsarouchas
Angelo Tsarouchas est un acteur canadien né à Montréal (Canada).

## Filmographie

### Cinéma
- 1998 : Two's a Mob : Fats Rearenza
- 1999 : Suspicion (The Intruder) : Leiberman
- 2000 : The Kiss of Debt : jeune marié
- 2000 : L'Art de la guerre (The Art of War) : livreur
- 2001 : House of Luk : propriétaire du magasin
- 2001 : The Score : voyou
- 2001 : Dead Awake : gérant de nuit
- 2002 : John Q : policier au barrage
- 2002 : Mafia Love (Avenging Angelo) : voyou
- 2002 : My Name Is Tanino : Rosario
- 2002 : Rub & Tug : Larry
- 2003 : La Recrue (The Recruit) : chauffeur de taxi
- 2003 : Love, Sex and Eating the Bones : ouvrier du bâtiment
- 2003 : Nothing : contremaître
- 2004 : The Prince & Me : Stu
- 2004 : Harold et Kumar chassent le burger (Harold and Kumar Go to White Castle) de Danny Leiner : Mean Tollbooth Guy
- 2018 : His Master's Voice de György Pálfi : Adrian Hines

### Télévision

#### Séries télévisées
- 1997-1998 : The Mystery Files of Shelby Woo : Det. Muldoon (12 épisodes)
- 2000 : Destins croisés (Twice in a Lifetime) : chauffeur (1 épisode)
- 2000 : P.R. (1 épisode)
- 2001 : After Hours : Biker
- 2002 : Les enquêtes de Nero Wolfe (A Nero Wolfe Mystery) : (3 épisodes)
- 2004 : Franchement bizarre!  (Seriously Weird) : Coach Kaluna
- 2008 : Mad Men : videur (1 épisode)
- 2010 : Blue Mountain State : (1 épisode)
- 2012 : Sullivan & Son : chauffeur de taxi (1 épisode)
- 2016 : Spiro Tsar P.I. : Spiro Tsar
- 2016-2017 : Make America Italian Again - Marino 2016
- 2017 : The Indian Detective : Jerry Wax

#### Téléfilms
- 2002 : The Red Sneakers : Man on Line
- 2002 : Matthew Blackheart: Monster Smasher : Ralph
- 2002 : Jeu sans issue (One Way Out) (vidéo) : Mickey Russell
- 2002 : Dérive fatale (Christmas Rush) : Joyner
- 2004 : A Very Married Christmas : Luigi
- 2005 : Hotel Babylon : Giovanni
- 2005 : Riding the Bus with My Sister : Mean Eugene
- 2005 : De l'ombre à la lumière (Cinderella Man) : Reporter
- 2006 : The Ha!ifax Comedy Fest